# Um Filme Falado – Reise nach Bombay
Um Filme Falado – Reise nach Bombay (Originaltitel: Um Filme Falado, portugiesisch für „Ein gesprochener Film“) ist ein Filmdrama des portugiesischen Regisseurs Manoel de Oliveira aus dem Jahr 2003.
Der Film war der letzte der griechischen Schauspielerin Irene Papas, die sich danach aus der Öffentlichkeit zurückzog.

## Handlung
Die junge Geschichtsprofessorin Rosa Maria begibt sich mit ihrer Tochter Maria Joana auf eine Kreuzfahrt Richtung Bombay, wo sie mit ihrem Mann zusammentreffen will. Auf dieser Reise durch das Mittelmeer lernt sie erstmals Orte kennen, die sie nur aus ihrem Unterricht kennt, aber nie zuvor selbst besichtigt hat. Sie kommt durch Ceuta, Marseille, die Ruinen von Pompeji, nach Athen, Istanbul und die Pyramiden in Ägypten. Dies wird damit auch eine Reise durch die westliche Zivilisation und die markantesten Punkte ihrer Entwicklung.
Auf dieser Kreuzfahrt lernt Rosa Maria drei Frauen kennen, die Eindruck auf sie machen: eine bedeutende Unternehmerin aus Frankreich, ein ehemals bekanntes Model aus Italien und eine griechische Schauspielerin und Lehrerin. Auch ihre Begegnung mit dem Kapitän des Schiffes, ein US-Amerikaner mit polnischer Abstammung, macht bei ihr Eindruck.
Als sich das Schiff jedoch einem Hafen im Persischen Golf nähert, sehen sich Schiffsbesatzung und Passagiere plötzlich mit einer Bombendrohung konfrontiert, und die Reise kommt für die Lehrerin zu einem fatalen Ende.

## Rezeption
Der nachdenklich-ruhige Film hatte am 31. August 2003 beim Filmfestival Venedig Premiere und lief danach auf einer Reihe weiterer internationaler Filmfestivals, darunter das Toronto International Film Festival und das Internationale Filmfestival Thessaloniki. Bei einigen wurde er auch für Preise nominiert, so beim Chicago International Film Festival und den Internationalen Filmfestspielen von Venedig 2003, wo er nach seiner Premiere für den Goldenen Löwe nominiert war und den SIGNIS-Preis erhielt.

„Ein Meisterwerk des damals 95-jährigen Regisseurs, der die abendländische Kultur und die Geschichte Europas beschwört und zugleich ihren Abgesang anstimmt. Dabei wird die Hoffnung auf ein friedfertiges Miteinander der Kulturen und Religionen durch den Einbruch des Terrors in Frage gestellt und zugleich als überlebensnotwendig thematisiert. Ein nachdenklich stimmender, hervorragend besetzter Film.“

Um Filme Falado erschien in Portugal 2005 mit umfangreichem Bonusmaterial als DVD, zunächst einzeln und 2008 als Teil einer Werkschau Manoel de Oliveiras bei ZON Multimédia.
Der Film war der portugiesische Kandidat für den besten fremdsprachigen Film zur Oscarverleihung 2004, gelangte bei der folgenden 76. Oscarverleihung jedoch nicht zur Nominierung.